# Campionat d'Europa de Pitch and Putt 2003
El Campionat d'Europa de Pitch and Putt disputat l'any 2003 a McDonagh (Irlanda) sota les directrius de l'Associació Europea de Pitch and Putt (EPPA) va comptar amb la participació de vuit seleccions nacionals. Irlanda va guanyar per tercera vegada aquest campionat disputat entre l'11 i el 14 de setembre.
| Qualificació 36 forats |     |
| Irlanda                | 495 |
| Catalunya              | 533 |
| Països Baixos          | 539 |
| Itàlia                 | 566 |
| França                 | 578 |
| Gran Bretanya          | 579 |
| San Marino             | 618 |
| Noruega                | 649 |

| Primera ronda |               |         |
| Irlanda       | Noruega       | 9-0     |
| Itàlia        | França        | 2,5-6,5 |
| Països Baixos | Gran Bretanya | 6,5-2,5 |
| Catalunya     | San Marino    | 8,5-0,5 |

| Segona ronda |               |     |
| Noruega      | Itàlia        | 2-7 |
| Irlanda      | França        | 9-0 |
| San Marino   | Gran Bretanya | 1-9 |
| Catalunya    | Països Baixos | 7-2 |

| Finals    |               |           |         |
| 7-8 llocs | San Marino    | Noruega   | 4-5     |
| 5-6 llocs | Gran Bretanya | Itàlia    | 3-6     |
| 3-4 llocs | Països Baixos | França    | 3-6     |
| Final     | Irlanda       | Catalunya | 5,5-3,5 |

## Classificació final
1. Irlanda
2. Catalunya
3. França
4. Països Baixos
5. Itàlia
6. Gran Bretanya
7. Noruega
8. San Marino